# Puente de Tierra, Hidalgo
Puente de Tierra är en ort i Mexiko.   Den ligger i kommunen Hidalgo och delstaten Michoacán de Ocampo, i den södra delen av landet, 170 km väster om huvudstaden Mexico City. Puente de Tierra ligger 2 499 meter över havet och antalet invånare är 623.
Terrängen runt Puente de Tierra är huvudsakligen kuperad, men söderut är den bergig. Runt Puente de Tierra är det ganska tätbefolkat, med 90 invånare per kvadratkilometer. Närmaste större samhälle är San Bartolo Cuitareo, 19,8 km nordost om Puente de Tierra. I omgivningarna runt Puente de Tierra växer i huvudsak blandskog.